# العشار

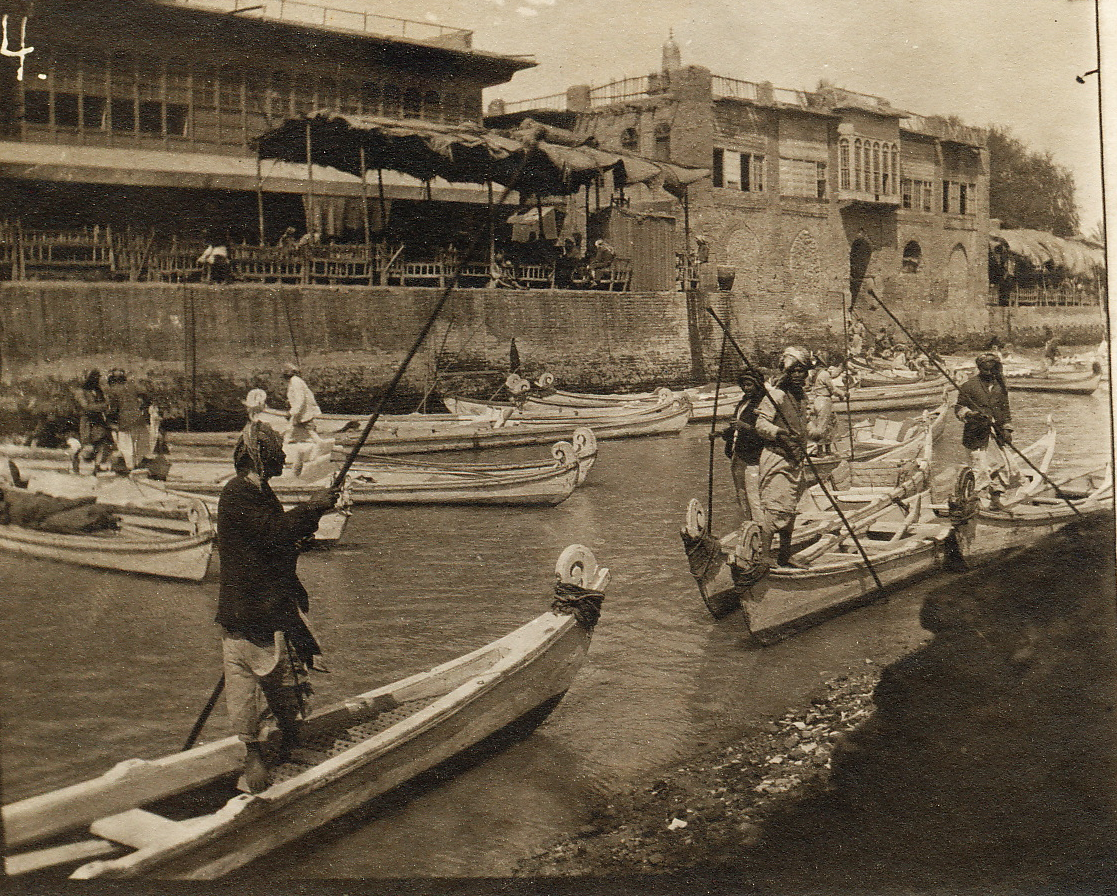
نهر العشار عام 1913 من تصوير رحالة سويدي

منطقة العشار هي إحدى مناطق مدينة البصرة جنوب العراق، والتي تعتبر مركز مدينة البصرة في يومنا الحالي والعشار تعد منطقة تجارية تحتوي على المحلات التجارية وفيها شوارع تحتوي على المطاعم والمقاهي المنوعة.
منطقة العشار تقع بالقرب من شط العرب وشمال نهر العشار ويعتقد انها كانت ميناء البصرة القديم ويذكر الدكتور طارق الكاتب في كتابهِ عن البصرة: قد تكون منطقة العشار مدينة تأريخية سومرية أو غيرها وكان يرجو أن يتم المزيد من التنقيب الأثري فيها.
يقول الدكتور طلعت الخضيري في بحثه عن مدينة البصرة بعنوان البصرة كما عرفتها ان منطقة العشار محصورة بين نهر الخندق شمالا ونهر العشار جنوبا وكان مركز المدينة في عهد الدولة العثمانية حيث يوجد به مبنى القشلة وهي مركز الدولة العثمانية في ولاية البصرة آنذاك وكان بنائها موجود حتى عقد الأربعينيات حيث كان مركز الشرطة في المدينة وكان هناك بناء على نهر العشار موقعه الآن جسر شارع الكويت يمتلكه والده وكانت به غرف به حواجز من القضبان الحديدية واعتقد انه كان سجن في العهد العثماني.
والعشار هو المركز التجاري للبصرة وكان به ميناء عثماني يقع على ضفة شط العرب وشمال صدر نهر العشار ترسو به الباخرة القادمة من الهند ولم يكن جنوب نهر العشار مأهولا حتى بدء شخص مسيحي اسمه المعلم عزيز بامتلاك الأراضي وبيعها لاحقاً فبنيت المنطقة جنوب النهر ومنها شارع الوطني الذي أصبح الشارع التجاري المهم في المنطقة وسميت المنطقة بالعزيزية.
أما شمال نهر العشار فكان شارعه المهم التجاري هو سوك المغايز وسمي بعد ذلك سوق الصيادلة وكان به أجمل المخازن التجارية التي كان يملكها الهنود مثل جاشيمال أو الصيدليات المهمة منها صيدلية الريحاني وصيمح وباكوس وجوليس وكان هذا السوق يتقاطع مع سوق شعبي سموه شارع الخضيري حيث يقع عليه جامع الخضيري الذي بناه قاسم باشا الخضيري وهو جامع لأهل السنة وكان أمامه في عقد الثلاثينيات السيد رشيد من أهالي تكريت كذلك كان هناك جامع آخر لأهل السنة على نهر العشار هو جامع الأمير أو جامع المقام ويئمهُ المسلمون من الطائفتين السنية والشيعية. وكان إمامه شهاب الدين القيسي وهو أخ أحد العلماء في بغداد وعم المصارع العراقي الأمريكي المشهور عدنان القيسي الذي أشتهر في بغداد في عقد السبعينيات.
وكان يوجد في العشار مبنى المتصرفية وما نسميه الآن مركز المحافظة أما محلة البصرة فهي منطقة أخرى تبعد حوالي خمسة كيلومترات غرب العشار وتقع أيضا على نهر العشار، ونجد فيها العوائل البصرية القديمة (منطقة الموفقية) والبيوت القديمة المبنية على الطراز المعماري لعهد الدولة العباسية، ولا تزال إلى حد الآن بعض هذه البيوت ذات الشناشيل الأثرية موجودة على ضفة نهر العشار والتي يتم صيانتها وادارتها من قبل الدولة ومنها بيت الوالي العثماني وسميت المنطقة أيضًَا حي الباشا نسبهً إلى هذا البيت.

## جغرافيتها
سميت بالعشار نسبة إلى كونها المنطقة التي يتم فيها أخذ العشر من ثمن البضاعة التي تورد أو تصدر منها كضريبة أو كرسوم كمركية أو لاستخدام ميناءها في عهد الدولة العثمانية وهو الاسم الذي أطلق على نهرها نهر العشار الذي يفصلها لجزئين وتعتبر منطقة العشار المركز التجاري لمدينة البصرة حاليا لكثرة الأسواق التجارية فيها كما اكتسبت هذه المدينة جمالية خاصة لوقوعها على ضفاف شط العرب واختراقها من قبل نهر العشار والخندق وكانت بداية فترة ازدهار العشار في فترة ولاية ناصر باشا السعدون حيث أزدهرت التجارة وقتها بالعشار وفتح الشركات لمكاتبها هناك ووقوع أغلب المباني الحكومية والإدارية فيها وتمتد من شارع الكويت وساحة أم البروم إلى نهر الخندق ومبنى المحافظة القديم والصالحية ومن نهر العشار إلى محلة السعودية ومنطقة العزيزة.

## أسواق العشار

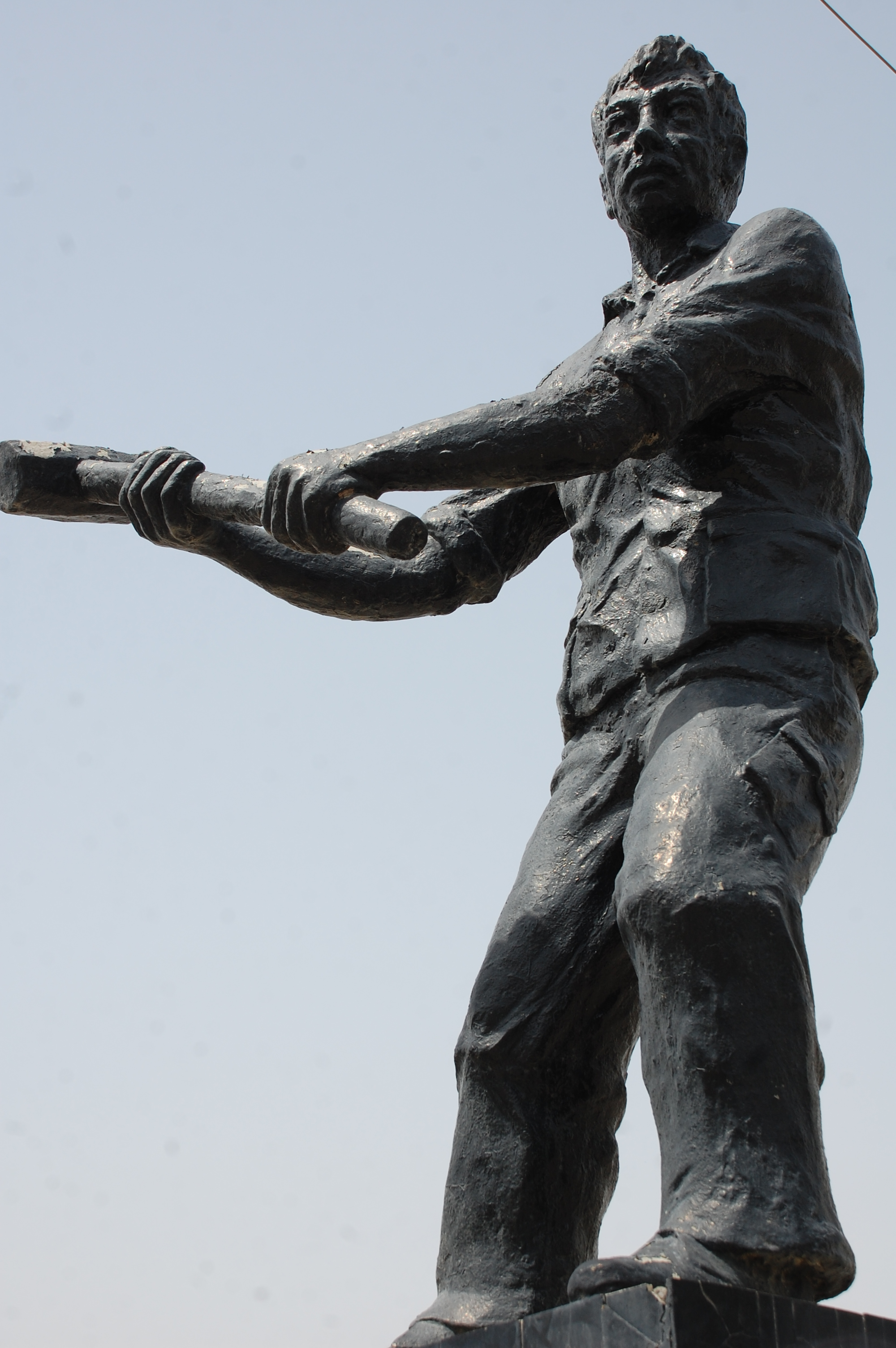
تمثال "العامل" في ساحة ام البروم بالعشار

تحتوي العشار على أسواق كثيرة أشهرها سوق الصيادلة الذي كان يسمى بسوق الهنود وسوق المغايز وسمي بالصيادلة لكثرة عيادات الاطباء والصيدليات فيه وسمي بالهنود سابقا لكثرة بائعي التوابل من الهنود فيه كما يشتهر سوق الجمعة سابقا هناك خلف سوق الهنود والذي انتقل حديثا إلى مكان اخر في منطقة البصرة القديمة، كما يوجد في العشار سوق الخضارة وهو سوق لكافة أنواع الخضروات والفواكه وسوق السمك الذي تجد ما يشتهر به أهل البصرة من اسماك كالبني والصبور والزبيدي والروبيان وسوق المقام بماحاذاة نهر العشار المليء بالمقاهي والمطاعم وسوق البنات وهو سوق للكماليات النسائية وهذه الأسواق هي من أشهر أسواق البصرة إضافة إلى أسواق أخرى عديدة أهمها سوق حنا الشيخ وسوق التنك وسوق الخضيري وسوق الندافين وسوق الحبال وسوق العطارين وسوق الاحذية ومن أشهر المحلات القديمة في العشار الساعي، أم البروم، العشار، المقام، أم الدجاج، الرباط الكبير، الرباط الصغير، الكزاره، المناوي، البراضعية، الخندق.

## مساجد وجوامع العشار

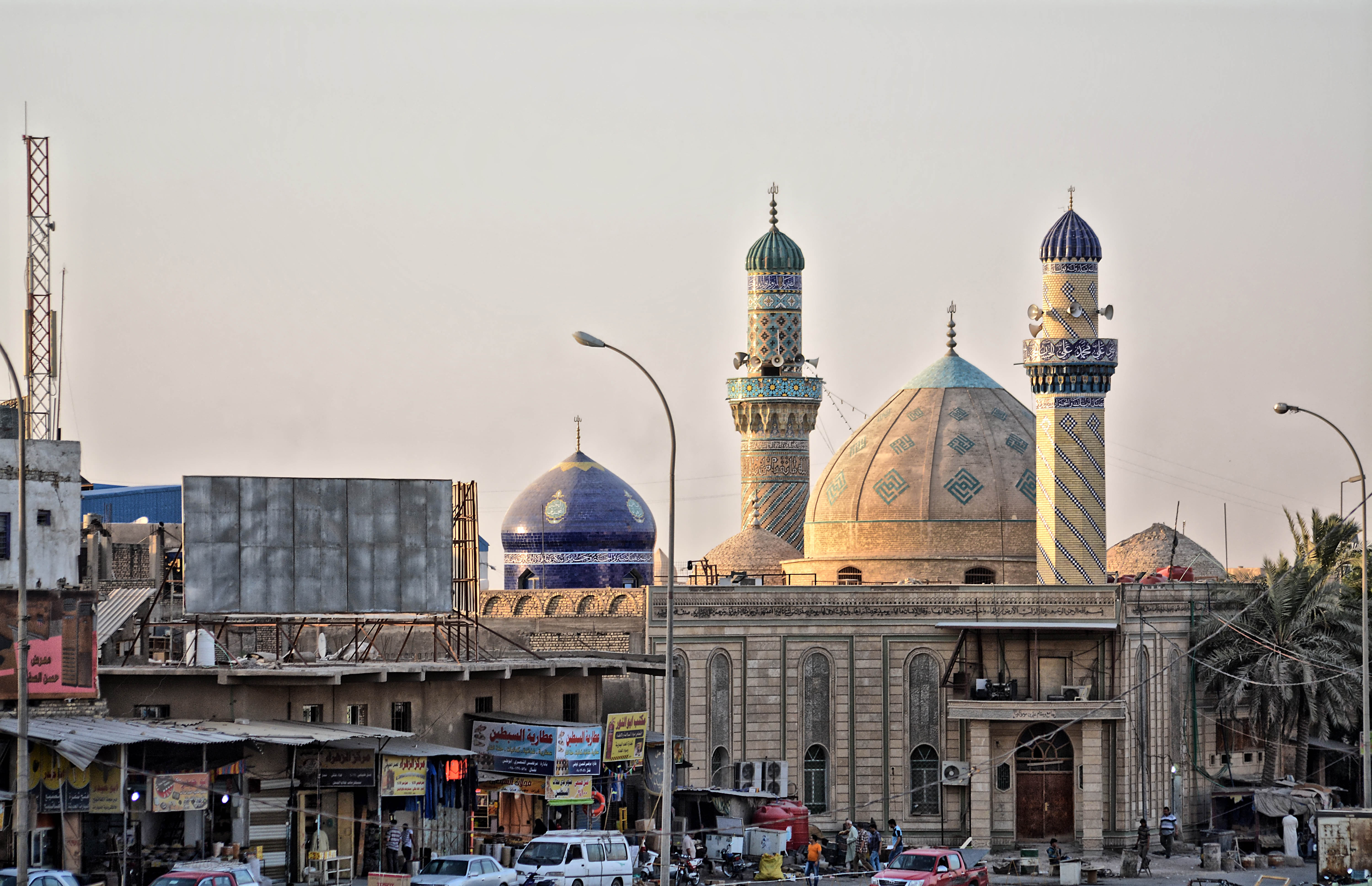
جامع المقام في العشار

في منطقة العشار الكثير من المساجد وجوامع القديمة التراثية الأثرية ومنها جامع آل المظفر وجامع حمود باشا الملاك وجامع الخضيري وجامع المقام وجامع الإمام علي.

## مقاهي العشار
اشتهرت العشار بكثرة المقاهي ومن ابرز المقاهي القديمة في منطقة العشار مقهى التجار (مقهى المجالس العربية فيما بعد)الذي شيد في ثلاثينات القرن الماضي ومقهى الناصرية بنفس الفترة شيد في شارع المطاعم ورواده كانو المسافرين وأغلبهم من مدينة الناصرية لوقوعه قرب كراج الناصرية ومقهى الطارش الذي شيد في بداية اربعينات القرن الماضي في منطقة ام البروم وابرز رواده كانو من مدينة العمارة لقربة من كراج العمارة والتي انتقلت فيما بعد في سبعينات القرن الماضي إلى جوار سينما الكرنك ومقهى الجمعية الذي شيد في ثلاثينات القرن الماضي في سوق هرج ومقهى شنيف بنفس الفترة ونفس الموقع مقابل جامع الخضيري ومقهى زاير علي بالقرب من سينما الحمراء الذي شيد في خمسينات القرن الماضي حيث كان ملتقى لوجهاء البصرة ورؤساء عشائرها.

## مدارس العشار

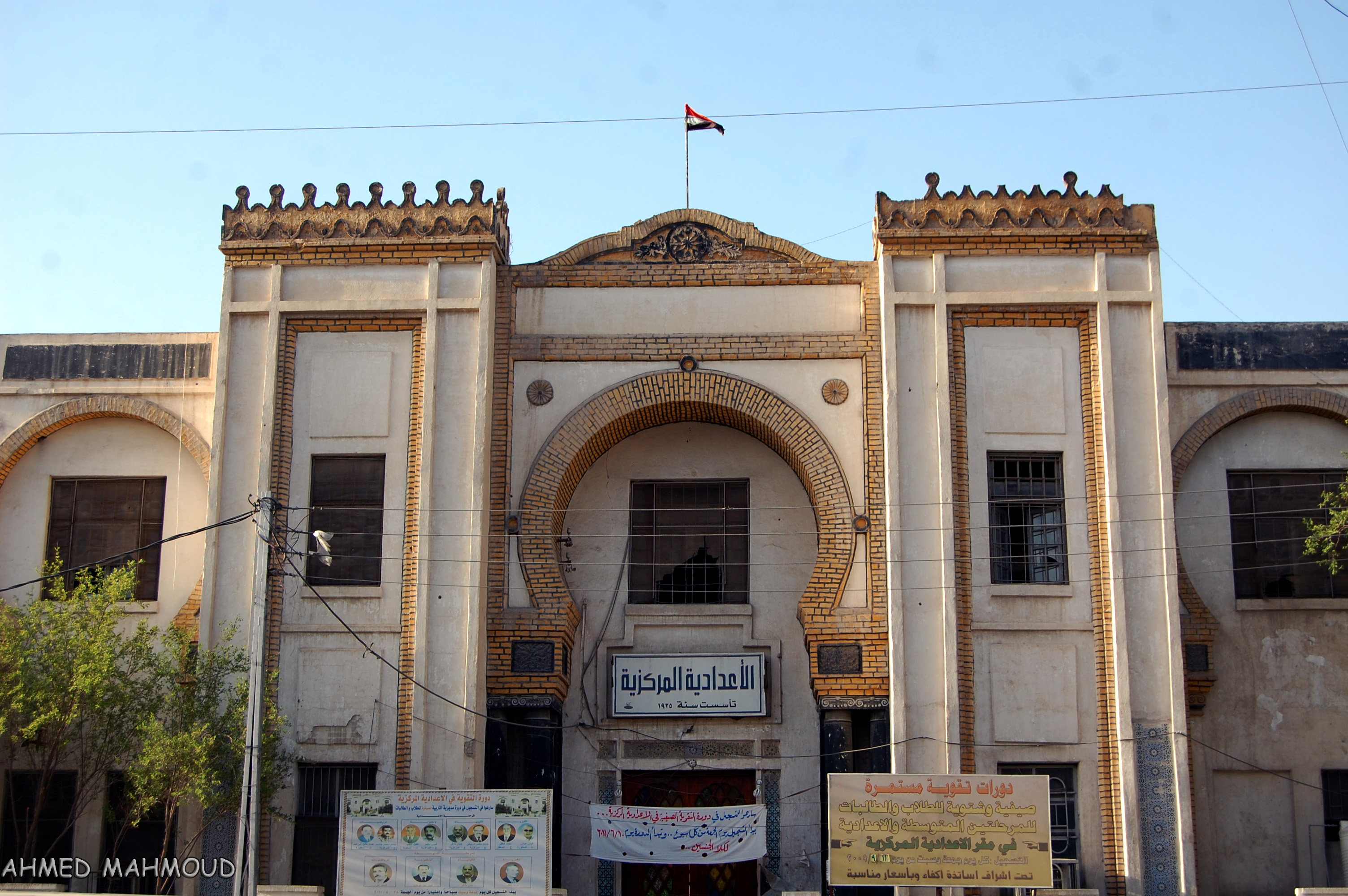
مدرسة الاعدادية المركزية في العشار

توجد في منطقة العشار الكثير من المدارس الحديثة والقديمة ومن ابرزها وأقدمها ثانوية البصرة التي تغير اسمها إلى (الاعدادية المركزية) وتأسست في العشرينات من القرن العشرين
ومدرسة الجمهورية (الفيصلية سابقا) والتي تقع خلفها مدرسة المربد.

## العشار منطقة سياحية
تعتبر منطقة العشار من ابرز مراكز الترفيه في البصرة، حيث هنالك شارع الكورنيش على ضفاف نهر شط العرب والذي فيه متنزهات وحدائق وكذلك مدينة ألعاب بالإضافة إلى مجموعة من الفنادق السياحية والكازينوهات والمقاهي مثل مقهى «البدر» ومن الحدائق الغناء مثل حديقة «الامة» وغيرها وهناك معالم سياحية كثيرة في العشار مثل شارع الوطن وشارع الساحل وسوق المقام وسوق «حنا الشيخ».